# エゲデ (クレーター)
エゲデ (Egede) は、月の表側にあるクレーターであり、月の北部に位置する。グリーンランドの中心都市ヌークを築き、「グリーンランドの主唱者」と呼ばれたデンマークの宣教師、ハンス・エゲデにちなんで名づけられた。
エゲデは氷の海の南端に位置しており、エゲデの東にはアリストテレスが、エゲデの南東にはエウドクソスが位置している。また、エゲデの南西にはアルプス山脈がそびえており、アルプス山脈の北東部、エゲデの西にはトルーヴェロが位置している。トルーヴェロのすぐ西にはアルプス峡谷が走っている。
エゲデの周壁は低く、多角形状の輪郭をしている。エゲデの底面は溶岩で満たされており、平坦に近い形状をしている。エゲデの表面にはいくつかの微小クレーターが散在している。

## 従属クレーター
エゲデのごく近くにある小さな無名のクレーターについては、アルファベットを付加することによって識別される。
| 名称    | 月面緯度     | 月面経度     | 直径  |
| ------- | ------------ | ------------ | ----- |
| エゲデA | 北緯 51.6 度 | 東経 10.5 度 | 13 km |
| エゲデB | 北緯 50.5 度 | 東経 8.9 度  | 8 km  |
| エゲデC | 北緯 50.1 度 | 東経 13.0 度 | 5 km  |
| エゲデE | 北緯 49.6 度 | 東経 10.4 度 | 4 km  |
| エゲデF | 北緯 51.9 度 | 東経 12.5 度 | 4 km  |
| エゲデG | 北緯 51.9 度 | 東経 6.9 度  | 7 km  |
| エゲデM | 北緯 49.5 度 | 東経 12.4 度 | 4 km  |
| エゲデN | 北緯 49.7 度 | 東経 11.1 度 | 4 km  |
| エゲデP | 北緯 47.8 度 | 東経 10.5 度 | 4 km  |